# Эльфер, Клод
Клод Эльфер (фр. Claude Helffer; 18 июня 1922, Париж — 27 октября 2004, там же) — французский пианист.

## Биография
В 1932—1939 годах занимался фортепиано под руководством Робера Казадезюса, но с началом Второй мировой войны поступил в Политехническую школу, а в 1942 году ушёл в партизаны. По окончании войны изучал гармонию и композицию у Рене Лейбовица. В 1948 году дебютировал как пианист, и с 1954  года стал одним из активных участников концертного проекта Пьера Булеза «Domaine musical».

## Исполнительское искусство
Эльфер был выдающимся специалистом по фортепианной музыке композиторов-современников. Он исполнил премьеры таких произведений, как «Эрихтон» Янниса Ксенакиса (1974), «Стансы» Бетси Жолас (1978), Концерт № 1 Луиса де Пабло (1980), «Превращения» Микаэля Жарреля (1983). Дважды (1976 и 2000) Эльфер записал все фортепианные сочинения Арнольда Шёнберга, среди его записей также все фортепианные пьесы Дебюсси и Равеля, ряд произведений Белы Бартока (в т.ч. «Микрокосмос» целиком), Альбана Берга, Дариуса Мийо, Альбера Русселя, Булеза.

## Музыковедческое наследие
- Quinze analyses musicales: De Bach à Manoury. Paris: Contrechamps Editions, 2000